# Воислав Танкосич
Воислав (Воя) Танкосич (на сръбски: Војислав (Воја) Танкосић или Vojislav Tankosić) е сръбски офицер и революционер, войвода на чета на сръбската въоръжена пропаганда, действала в Северна Македония.

## Биография
Воислав Танкосич е роден на 16 октомври 1881 година в Руклада, Сърбия, но по произход е от Босна. Завършва Военна школа с чин лейтенант. Сближава се с Драгутин Димитриевич - Апис, който го включва в заговора за организирането на Майския преврат от 1903 година срещу сръбския крал Александър Обренович. През зимата на 1903 година се включва в сръбската пропаганда в Македония, посещава Скопие, Битоля и Солун, където прави опит да организира сръбски чети. Участва в голямото сражение от 16 април 1905 г. над Челопек, при което сръбските чети дават много убити срещу турски аскер.
След анексията на Босна и Херцеговина от Австро-Унгария през 1908 година Воислав Танкосич организира четническа школа в Прокупле. Включва се в работата на Млада Босна и Черна ръка. По време на Балканската война командва Лапския четнически отряд. След убийството на Франц Фердинанд и последвалия ултиматум към Сърбия от страна на Австро-Унгария Воислав Танкосич е задържан в щаба на Дунавската дивизия, заради съмнение за участието му в атентата. След избухването на Първата световна война Танкосич става командир на доброволчески отряди в Белград, както и на Рудничкия доброволчески отряд. Участва в боевете на Дрин през 1914 година, като командва доброволчески отряд от Лим. При отстъплението на сръбската армия през 1915 г. е смъртоносно ранен на 31 октомври 1915 г. на границата с Косово. Умира от раните си на 2 ноември 1915 г. в Тръстеник.
Воислав получава редица държавни отличия, умира с чин майор от сръбската армия, улици в Ниш и Белград са кръстени на негово име.